# Клинтехамн
Клинтехамн (на шведски: Klintehamn) е малък град в югоизточна Швеция, лен Готланд, община Готланд.